# Sarah W Papsun
Sarah W Papsun, également stylisé Sarah W. Papsun ou Sarah W_ Papsun, est un groupe d'électropop/rock français, originaire de Paris en 2008.

## Biographie
Le groupe, constitué d’artistes parisiens (dont certains ont fait des escapades à Reims ou Oxford), produit plusieurs EP et acquiert rapidement de la notoriété scénique, à ses débuts. Le nom du groupe est inspiré, de celui d'une correspondante scolaire américaine que des membres du groupe ont connue au collège.
Lauréat de la sélection Fair 2012, Sarah W Papsun est invité dans de nombreux festivals (Transmusicales, Solidays, Printemps de Bourges,, etc.).
En 2013, le groupe publie son premier album, Péplum en septembre 2013. Estampillé post-rock à ses débuts, le groupe développe son style avec son deuxième album Marathon,, sorti en avril 2016, où la dimension électropop qui fait sa signature se développe encore. Les textes des morceaux sont en anglais.